# Giratina
Giratina (ギラティナ, Giratina) is een van de legendarische Pokémon uit Pokémon Platinum, Diamond & Pearl. Hij maakt deel uit van het legendarische trio van creatie: Dialga (tijd), Palkia (ruimte) en Giratina (materie en antimaterie). Giratina is de heerser van de Distortion World (omgekeerde wereld), waar tijd niet vloeit en ruimte onregelmatig is, gezien de afwezigheid van Palkia en Dialga in deze dimensie. Hij wordt omschreven als de Pokémon die in de omgekeerde wereld leeft; dit is een kerkhof-achtige ruïne in de dieptes van Turnback Cave. Hij heeft een lang, grijs, gesegmenteerd lichaam met zes poten als hij in de Pokémon Wereld is. Zijn dikke poten hebben gele stekels bij het uiteinden van zijn voeten. Giratina heeft twee zwarte vleugels met rode stekels. Hij heeft ook drie gele halfmaanvormige hoorns om zijn nek die passen bij de kroonachtige helm die hij draagt. De hoorns doen erg denken aan een ribbenkast. Net als andere legendarische Pokémon uit Sinnoh, heeft ook hij een hoofdaanval, die "Shadow" Force heet. Deze aanval laat Giratina in de eerste beurt verdwijnen en in de tweede beurt aanvallen.
De Pokémon kracht van Giratina heet Pressure en zorgt ervoor dat na een aanval de Pokémon van de tegenstander twee keer zoveel pp kwijt raakt als anders.
Giratina speelt een hoofdrol in het spel Pokémon Platinum en in de 11de Pokémon film: Pokémon: Giratina en de Krijger van de Lucht, Giratina komt later terug in de twaalfde film waarin in het samen met Dialga en Palkia probeert Arceus te stoppen.

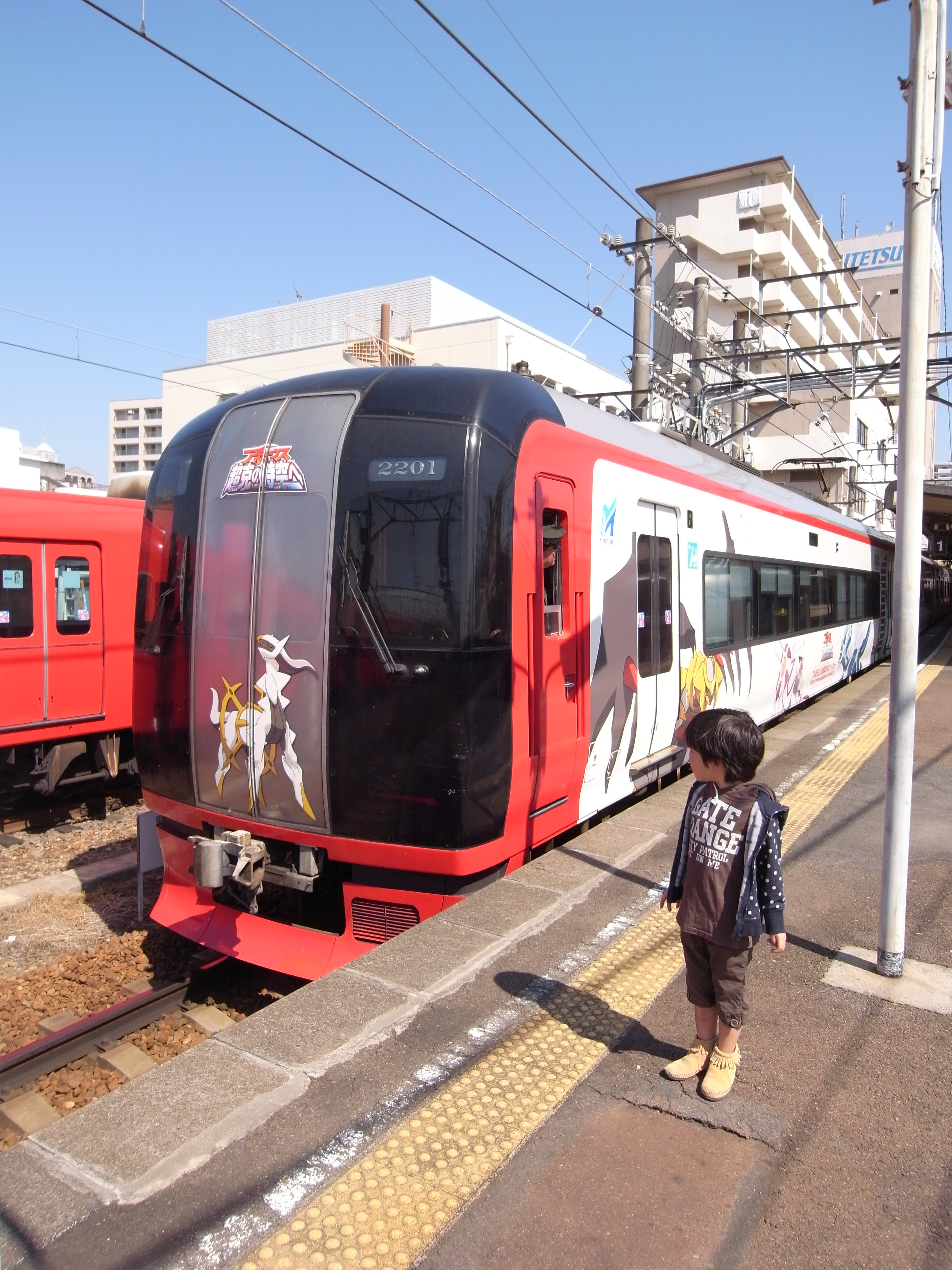
Giratina op een trein.

## Vormen
Toen Giratina in Pokémon Diamond en Pearl werd geïntroduceerd had hij net als de meeste Pokémon, slechts één vorm, zijn originele, de Altered Form.
In de 11de Pokémon film krijgt Giratina een nieuwe vorm, die de Origin Forme (ook wel Origin Mode of gewoon Origin) wordt genoemd. Deze vorm is niet te verkrijgen op Pokémon Diamond en Pearl, maar wel op Pokémon Platinum, en alle nieuwe games vanaf Pokémon Platinum. Deze vorm kan enkel verkregen worden als je hem de Griseous Orb geeft als set item.
De Origin Forme heeft geen poten meer. Zijn vleugels zijn groter en uitgebreider geworden en zijn lichaam is langer geworden. Giratina's Origin Forme heeft de vorm van een levensgrote slang die van dimensie naar dimensie vliegt. In Pokémon Platinum is Giratina een van de belangrijkste Pokémon en hij staat dan ook op de boxart.
Giratina neemt de Origin Forme aan als hij vanaf de Pokémon Wereld naar de Omgekeerde Wereld gaat, in de films wordt gezegd dat hij deze vorm krijgt door de verschillen in zwaartekracht tussen beide werelden, wanneer hij weer terug naar de Pokémon Wereld gaat neemt hij weer zijn originele vorm aan, genaamd de Altered Forme.
Een ander verschil met de Altered forme is dat de Origin Forme geen Pressure kracht heeft, maar Levitatie.

## Omgekeerde Wereld
De Omgekeerde Wereld (In de games ook wel Distortion World genoemd) is de woonplaats van Giratina, in de elfde Pokémon film blijkt dat deze wereld de normale wereld in balans moet houden.
Grote pilaren houden objecten in de normale wereld in balans, onder andere een gletsjer wordt zo in balans gehouden.
Giratina is de enige Pokémon die tussen de normale wereld en de Omgekeerde Wereld kan reizen.
Volgens de Pokédex is Giratina verbannen naar de Omgekeerde Wereld wegens zijn gewelddadige gedrag, door wie of wat Giratina werd verbannen is niet zeker, 
waarschijnlijk is dit Arceus geweest, maar waarom precies is onbekend.